# Лоренсвил (Илиноис)
Лоренсвил (енгл. Lawrenceville) град је у америчкој савезној држави Илиноис. По попису становништва из 2010. у њему је живело 4.348 становника.

## Демографија
Према попису становништва из 2010. у граду је живело 4.348 становника, што је 397 (8,4%) становника мање него 2000. године.
| Група             | 2000.         | 2010.         |
| Белци             | 4.594 (96,8%) | 4.147 (95,4%) |
| Афроамериканци    | 43 (0,9%)     | 65 (1,5%)     |
| Азијати           | 11 (0,2%)     | 13 (0,3%)     |
| Хиспаноамериканци | 68 (1,4%)     | 65 (1,5%)     |
| Укупно            | 4.745         | 4.348         |